# Engelthaler Forst

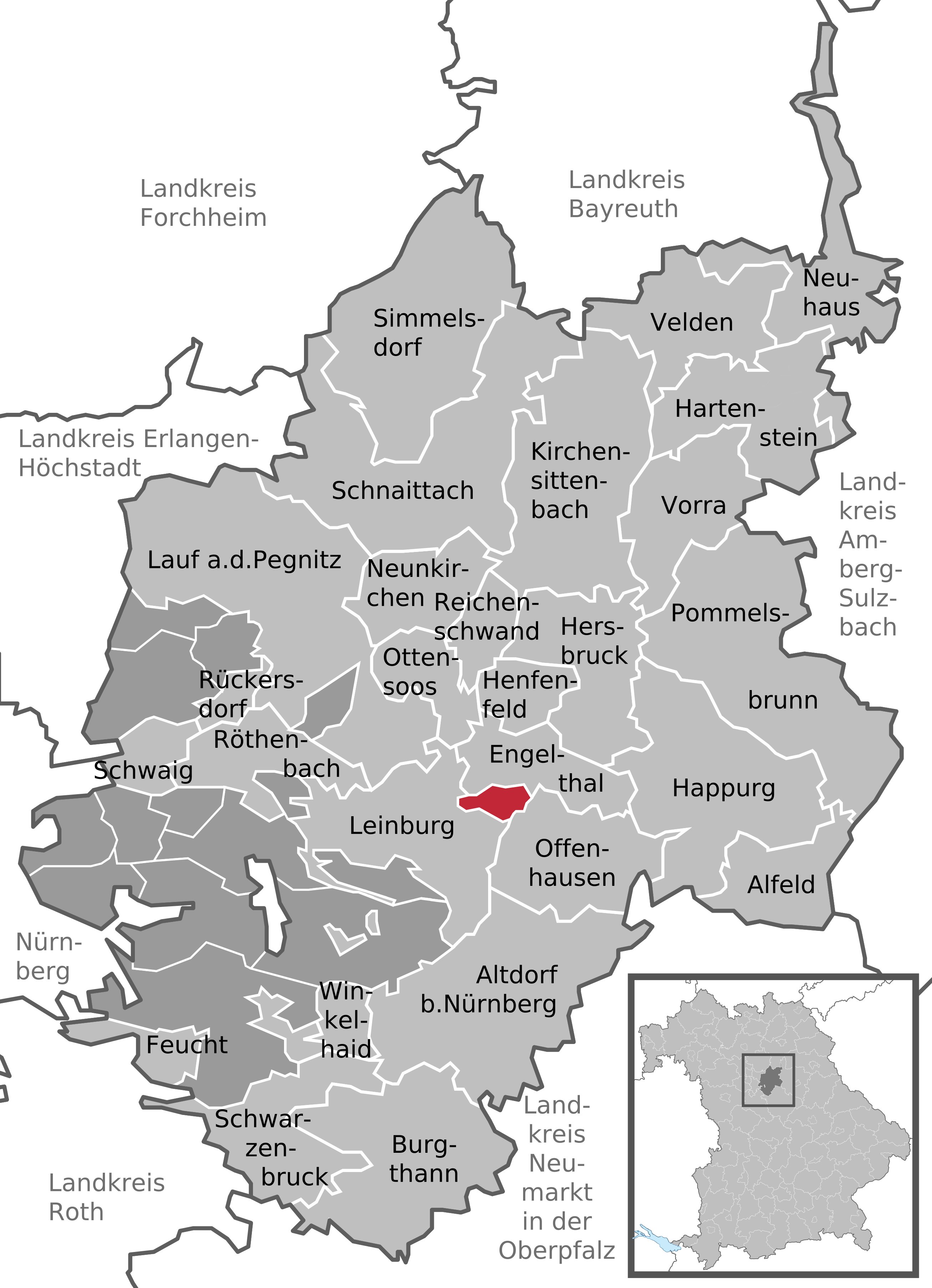
Lage des Engelthaler Forsts im Landkreis Nürnberger Land

Der Engelthaler Forst ist ein gemeindefreies Gebiet und eine Gemarkung im mittelfränkischen Landkreis Nürnberger Land. Die Gemarkung bzw. das gemeindefreies Gebiet hat eine Fläche von 2,471 km². Die Gemarkung ist in 24 Flurstücke aufgeteilt, die eine durchschnittliche Flurstücksfläche von 100694,02 m² haben.

## Beschreibung
Das Forstgebiet liegt westsüdwestlich von Engelthal, nordwestlich von Offenhausen und östlich von Leinburg. Der Nonnenberg ist mit 579 m ü. NHN die höchste Erhebung in diesem Gebiet. Auf einem nördlichen Vorsprung dieses Berges hatte sich im Mittelalter eine Burg befunden, von dieser liegen allerdings keine zeitgenössischen Überlieferungen vor. Die Geierstein genannte Stelle, an der sich deren Überreste befinden, wird heute als Burgstall Ödes Schloss bezeichnet.

## Bilder

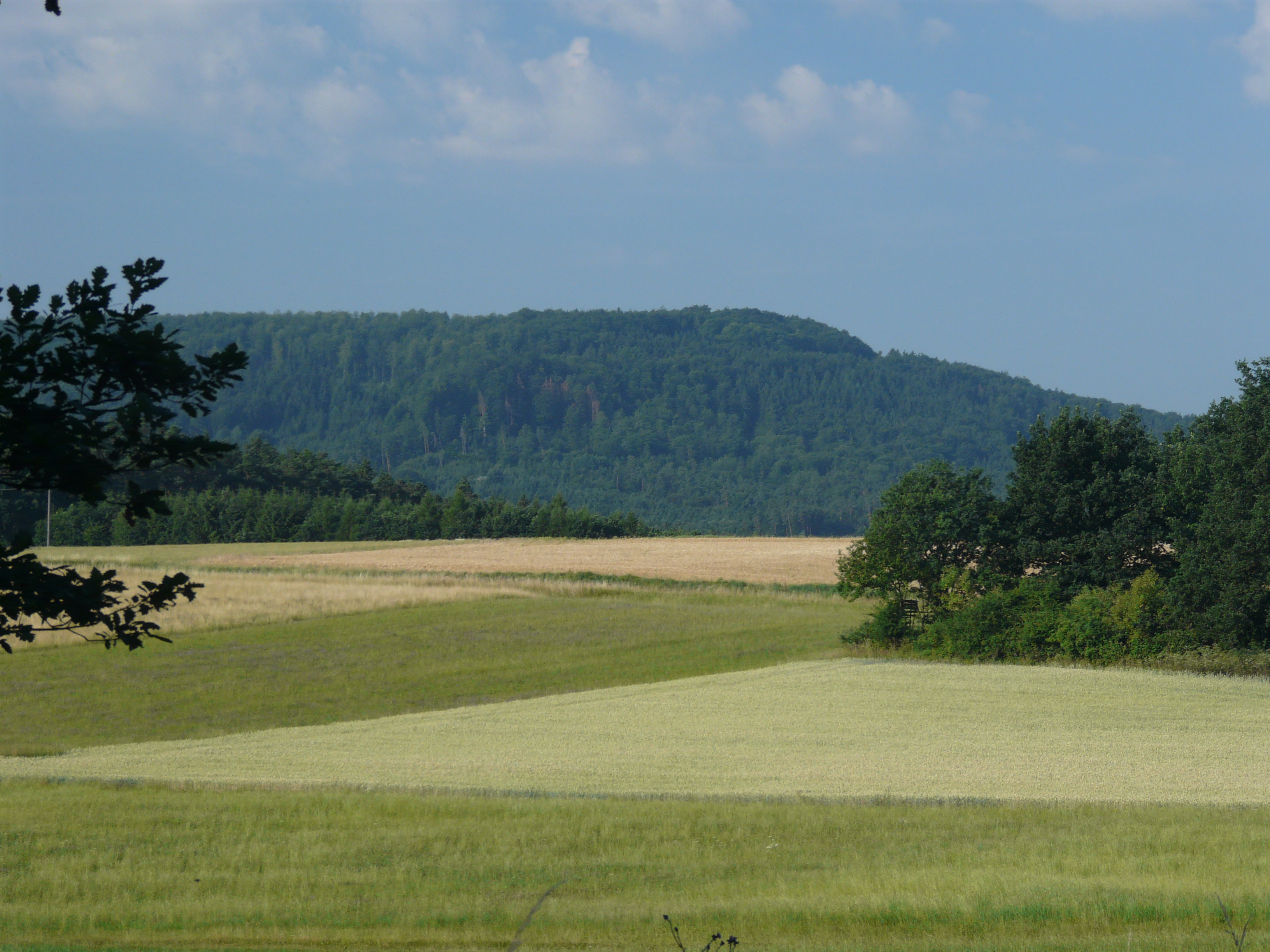
Der Nonnenberg, aus Blickrichtung Norden
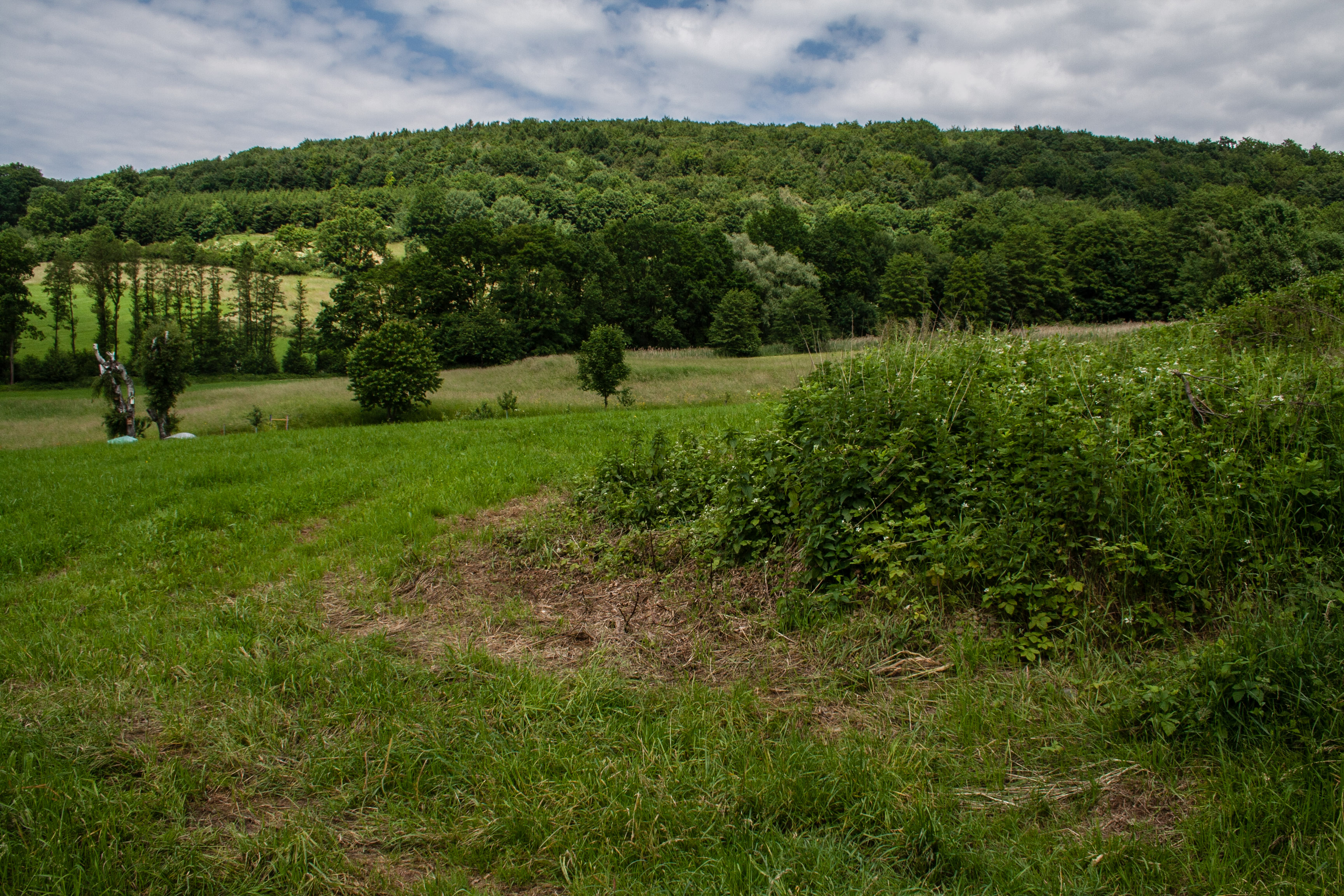
Der Nonnenberg, aus Blickrichtung Nordwesten
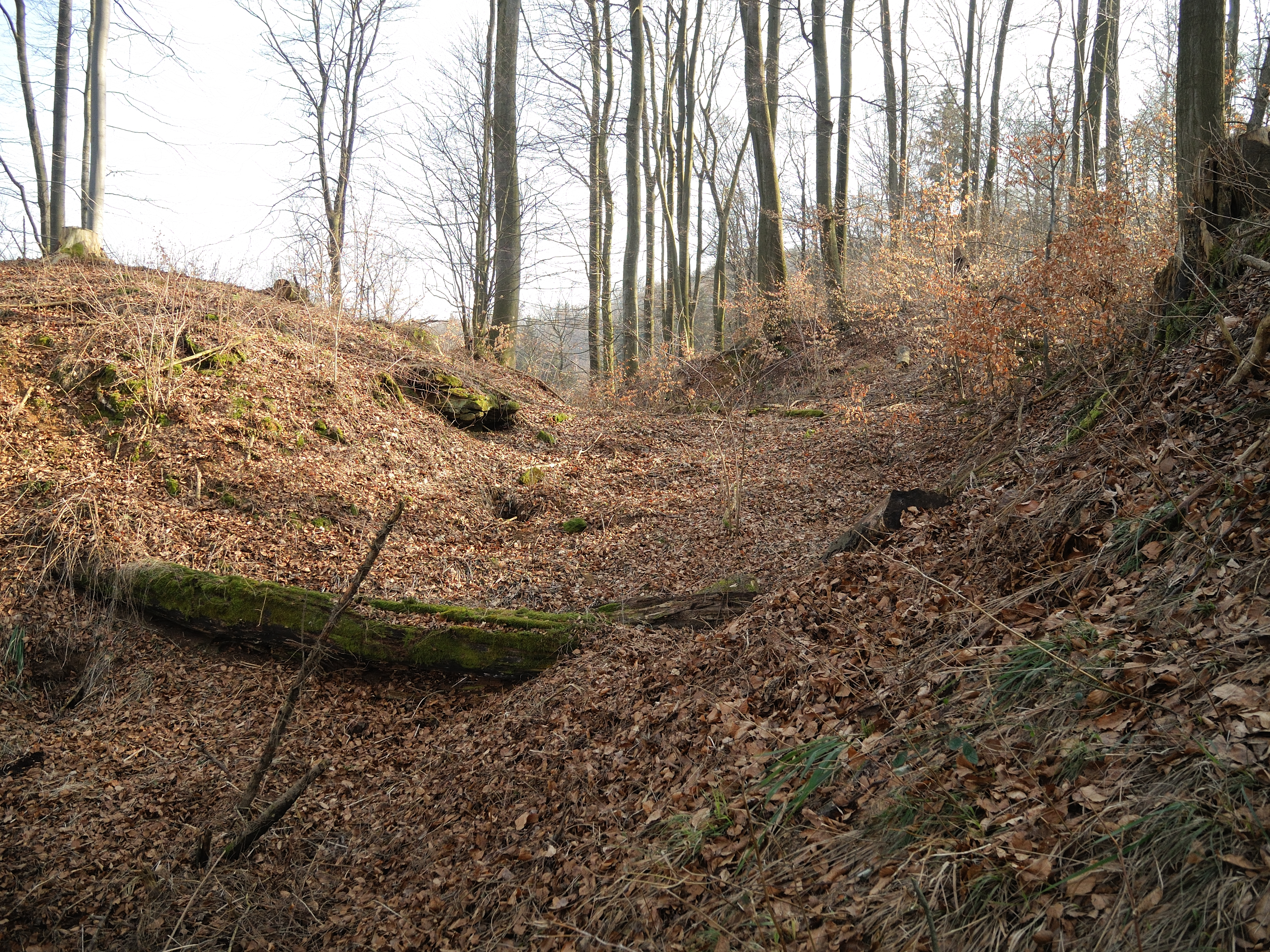
Der innere Halsgraben des Öden Schlosses